# مستوقد

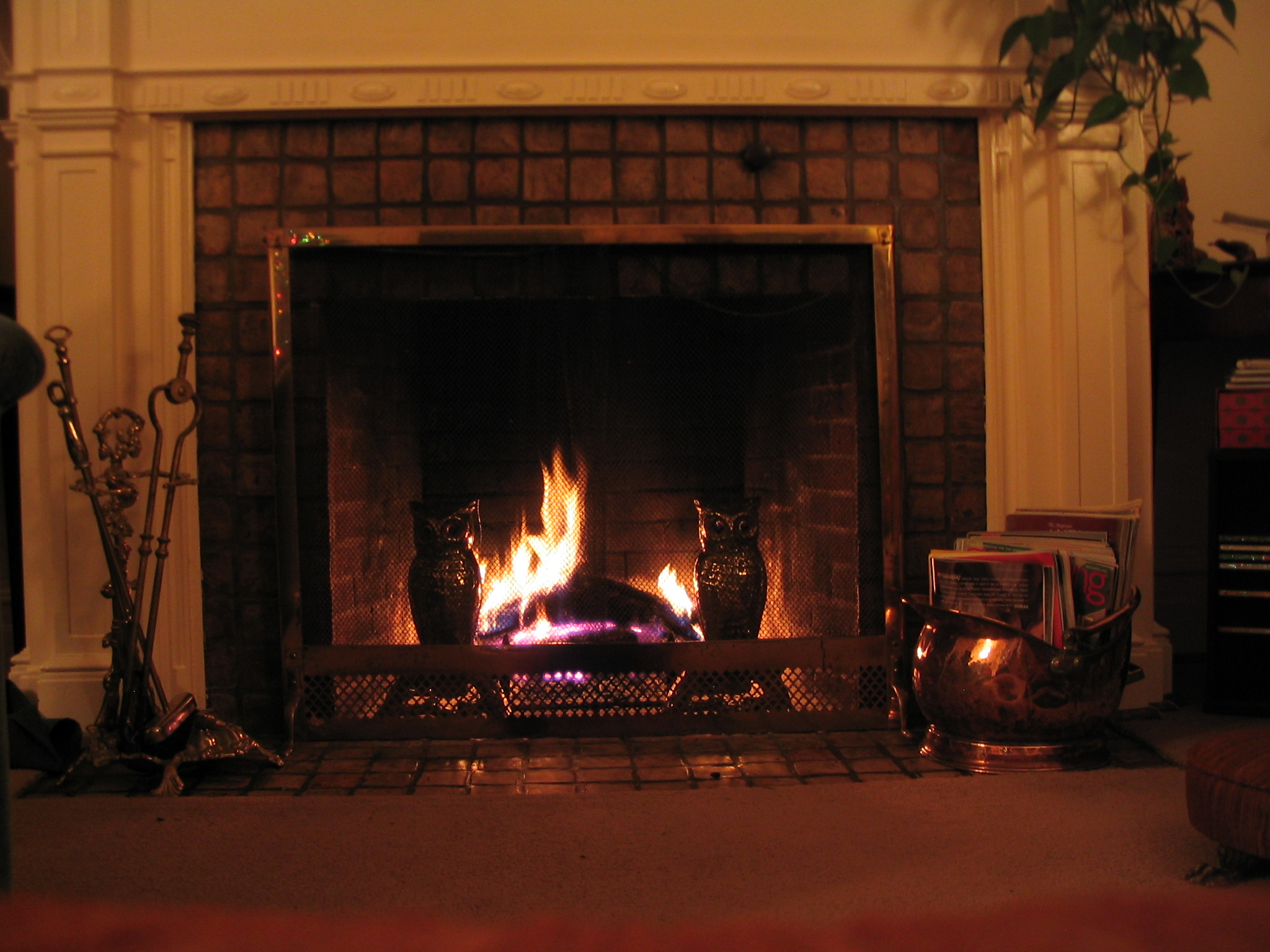
مستوقد.

المستوقد (الجمع: مُسْتَوْقَدَات) أو المُصْطَلى أو المَصلى المعروف أيضاً باسم المِدفأة، وكان عملياً الطريقة الأولى لتدفئة المنزل، في الواقع إذا زُرت أي قلعة، حصن أو منزل قديم جداً، قد ترى تقريباً في كل غرفة مدخنة. يُبنى  بأبعاد وأحجام وأشكال ومواد مختلفة. تُبنى المدخنة على الحائط أو في ركن من الغرفة، حيث لهل ثمة مدخنة، ضرورية لنقل دخان الاحتراق التي تنتجها إلى الخارج. يُسمَّى الحاجز الموضوع أمام المستوقد المُقَضَّب.

## معرض صور

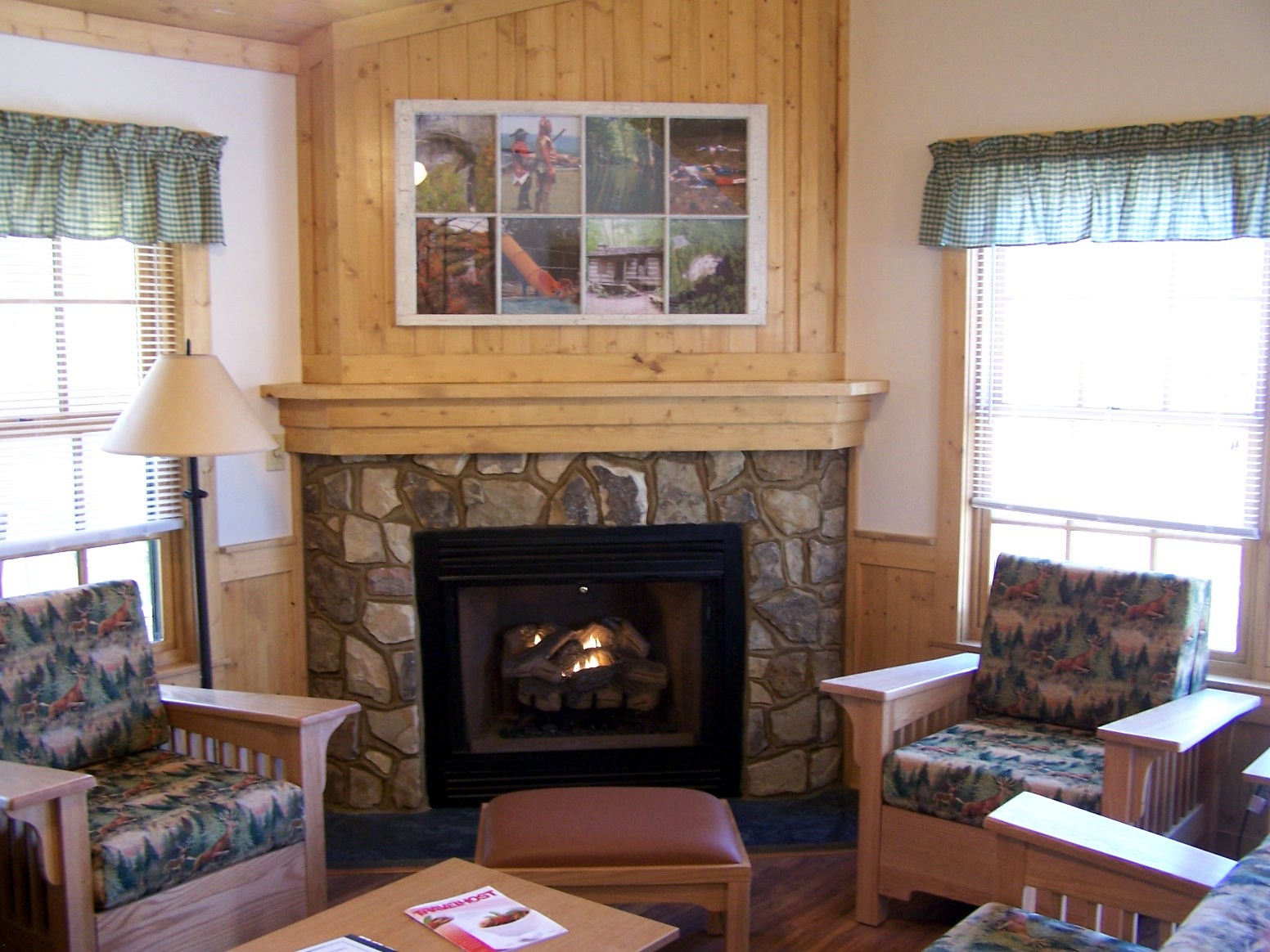
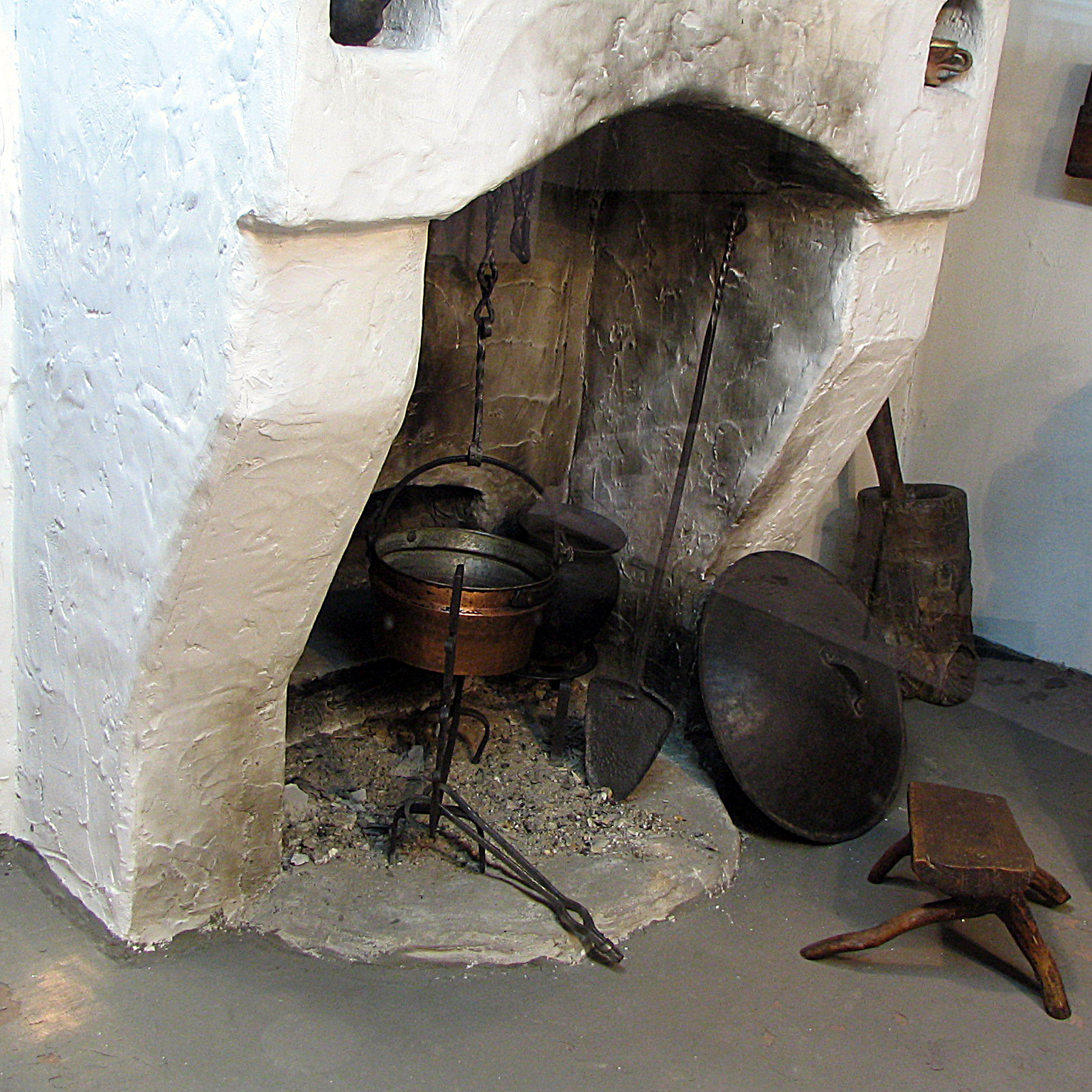
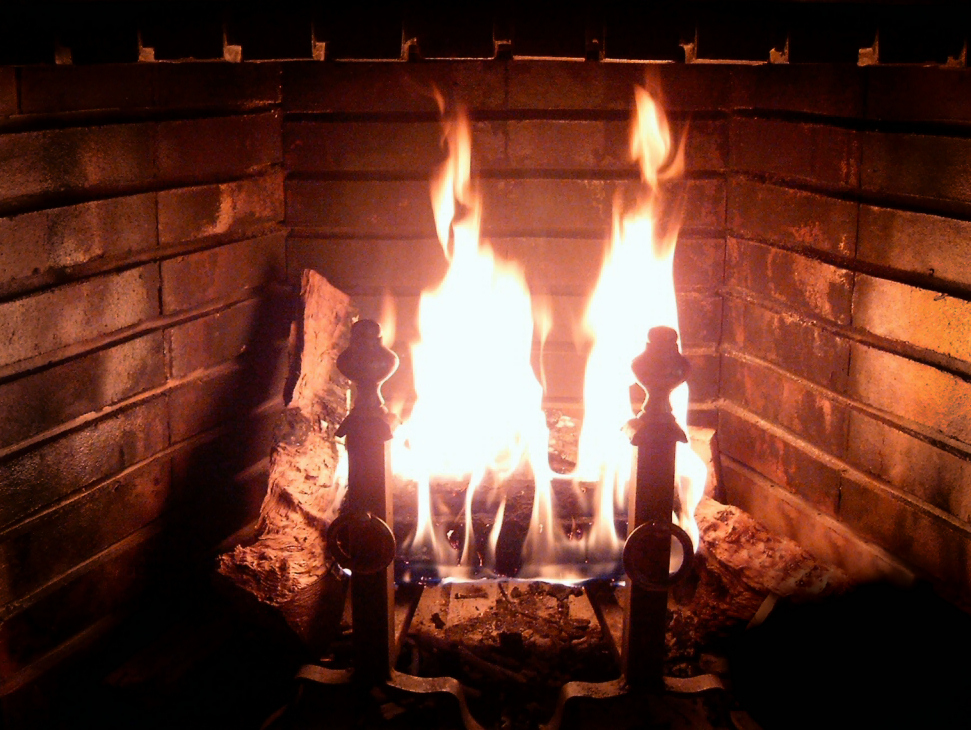
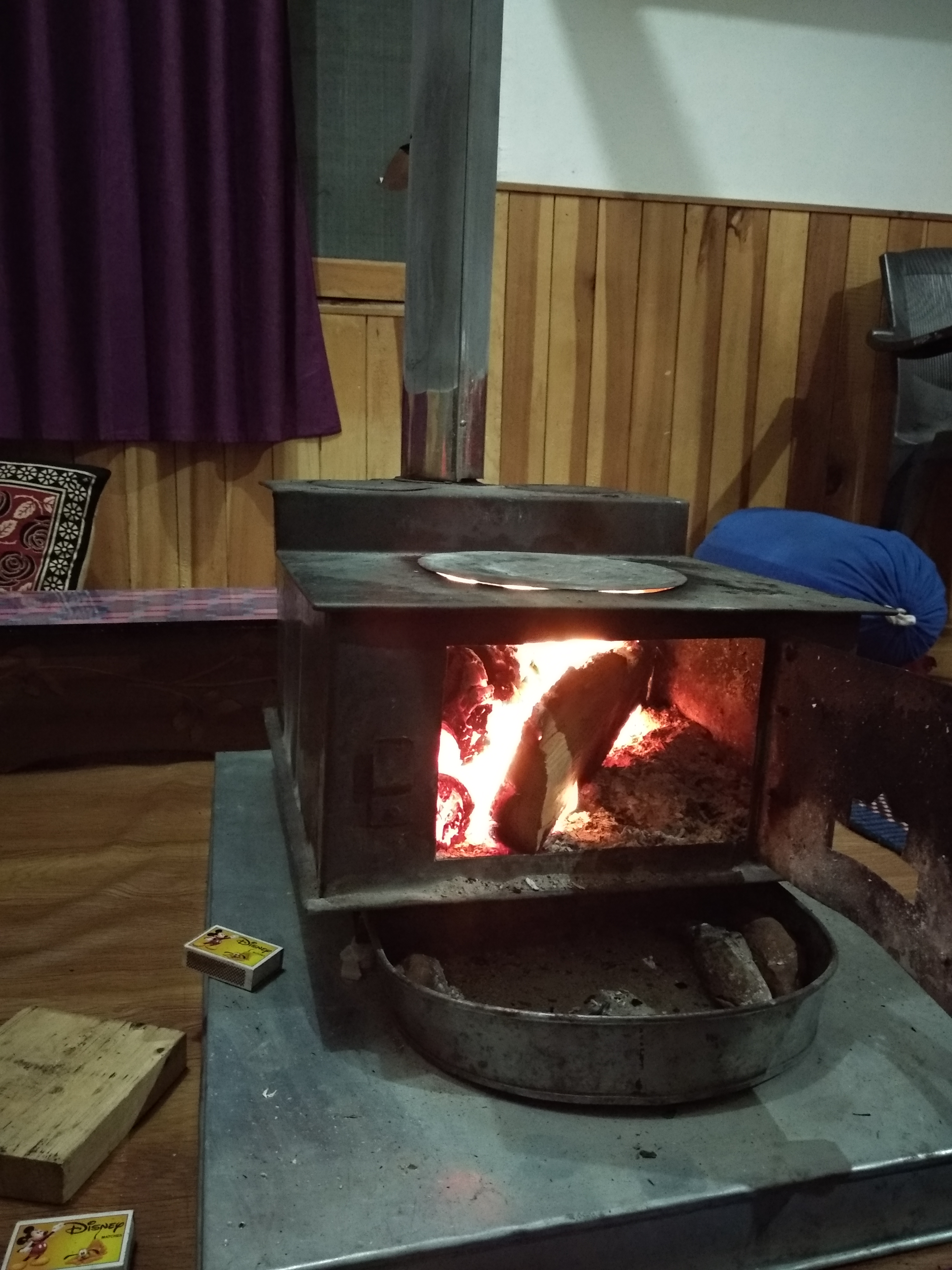
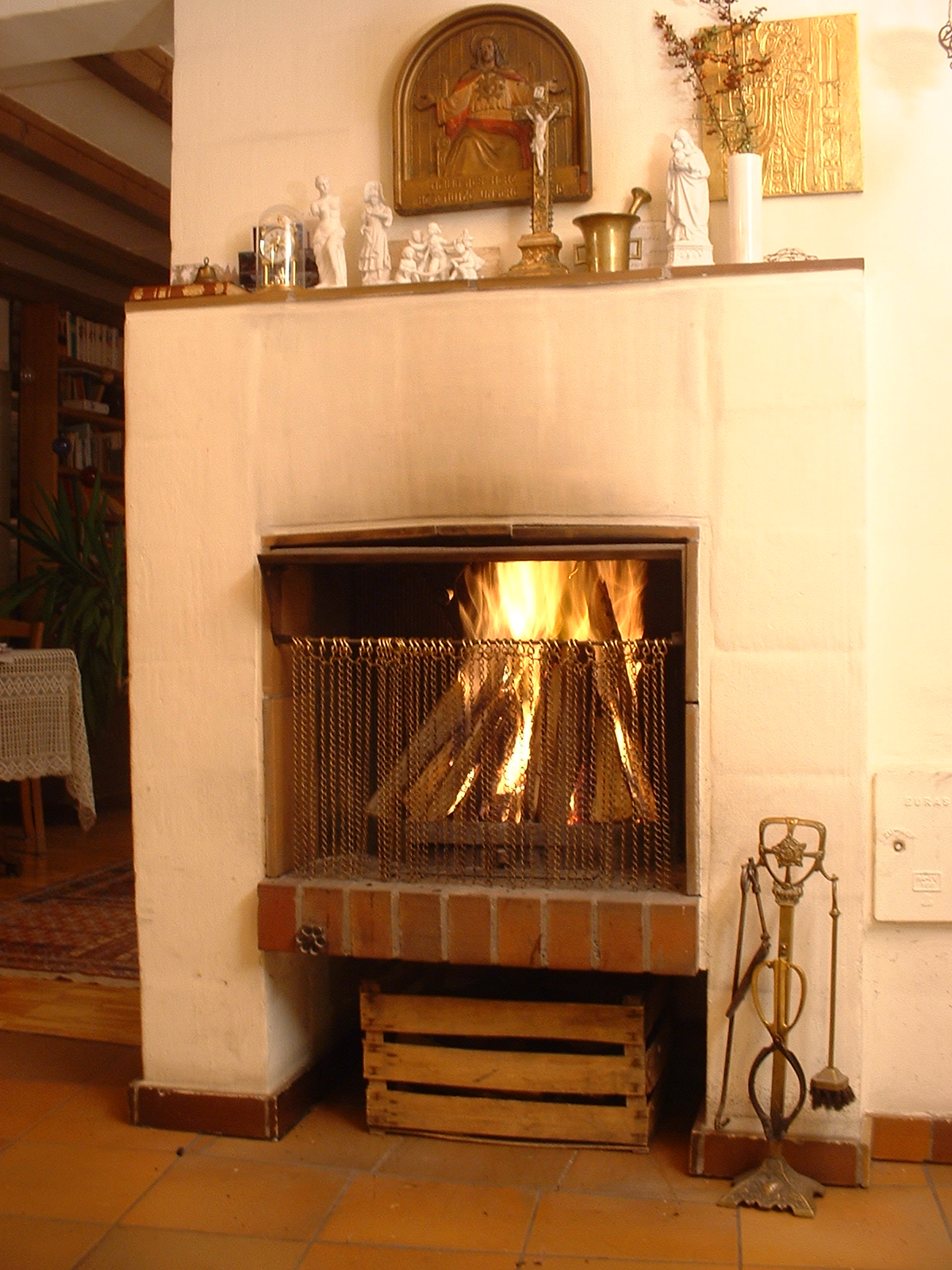
مدفأة مفتوحة حديثة.